# Верхняя Уща
Верхняя Уща — река в России, течёт по территории Бурзянского района Башкортостана. Устье реки находится в 123 км по правому берегу реки Нугуш. Длина реки составляет 12 км.

## Данные водного реестра
По данным государственного водного реестра России относится к Камскому бассейновому округу, водохозяйственный участок реки — Нугуш от истока до Нугушского гидроузла, речной подбассейн реки — Белая. Речной бассейн реки — Кама.
Код объекта в государственном водном реестре — 10010200312111100017873.

### Притоки (км от устья)
- 1,3 км: река Нижняя Уща (пр)[4].